# Strömstads kyrka
Strömstads kyrka är en kyrkobyggnad i Strömstads församling i Göteborgs stift. Den ligger i centralorten i Strömstads kommun.

## Historia
Kyrkan byggdes 1817–1820 efter ritningar av Jacob Wilhelm Gerss och invigdes 1820. Tornet tillkom 1822. På samma plats låg tidigare en stenkyrka från 1768 som eldhärjades den 7 augusti 1816. Strömstads första kyrka var en träkyrka som låg närmare vattnet.

## Kyrkobyggnaden
Den vitputsade korskyrkan är i nyklassicistisk stil med ett brett västtorn, dekorerat av en tandad gesims och krönt av en lanternin. Koret i öster har halvrundad avslutning. 

### Renovering
Under 1925 renoverades kyrkan grundligt under ledning av Axel Forssén. Då dekorerades det tunnvälvda innertaket med målningar utförda av Gunnar Erik Ström med motiv ur gamla och nya testamentet och denne målade även altartavla och taklist.  

## Inventarier
- I korets södra del finns dopfunten som är av grå granit. Den består en åttakantig låg cuppa med rundad undersida. Även skaftet är åttakantigt med något svängd form och foten är kvadratisk. Funten är ritad av Axel Forssén och huggen av Karl Sundberg 1925.
- Predikstolen är tillverkad i Halden 1897 efter ritningar av Adrian Peterson.
- Dopfunten i bohuslänsk granit är huggen efter ritningar av Axel Forssén.
- I kyrkan finns två votivskepp, Strömstad och Norke Löwen, som donerades 1838.
- Korfönstren har utförts av Knut Irwe 1973 och tillverkades av Lindshammars glasbruk.
- Skulpturer av den korsfäste och den uppståndne är utförda av Liss Eriksson.
- Målningen Korsbäraren är utförd av Inge Schiöler.
- Processionskors utfört av Åke Nabrink
- I tornet hänger två kyrkklockor med inskriptioner. Klockorna göts 1832 och 1905.

## Orglar
- I kyrkan finns en orgel från 1879 byggd av E. A. Setterquist & Son, Örebro. Den innehöll 13 stämmor fördelade på två manualer och särskild pedal. Besiktningsman var musikdirektör Oskar Henrik Bergqvist från Vänersborg. Invigning av orgeln skedde söndagen 2 november 1879.[1] Den byggdes om 1937 och 1975 av Hammarbergs Orgelbyggeri AB och har nu 25 stämmor, två manualer och pedal.

| Man I. Huvudverk | Man II. Svällverk   | Pedal           | Koppel |
| ---------------- | ------------------- | --------------- | ------ |
| Principal 8'     | Rörflöjt 8'         | Subbas 16'      | II/I   |
| Gedackt 8'       | Fugara 8'           | Principalbas 8' | II/P   |
| Oktava 4'        | Tvärflöjt 4'        | Gedacktbas 8'   | I/P    |
| Koppelflöjt 4'   | Principal 2'        | Oktavbas 4'     |        |
| Kvinta 2 2/3'    | Sifflöjt 1'         | Pommer 2'       |        |
| Oktava 2'        | Scharf 3 chor       | Alikvot 4 chor  |        |
| Mixtur 5 chor    | Sesquialtera 2 chor | Fagott 16'      |        |
| Kornett 3 chor   | Zinka 8'            | Trumpet 4'      |        |
| Trumpet 8'       | Tremulant           |                 |        |

- År 1981 anskaffades en ny kororgel från Robert Gustavsson Orgelbyggeri.

| Manual              | Pedal      | Koppel  |
| ------------------- | ---------- | ------- |
| Trägedackt 8' B/D   | Subbas 16' | Man/Ped |
| Gedacktflöjt 4' B/D |            |         |
| Hålflöjt 2' B/D     |            |         |
| Sedecima 1 B/D      |            |         |

## Kyrkklockor
Det finns tre kyrkklockor, varav två i tornet från 1832 och 1905, samt en i klockstapeln på nya kyrkogården från 1690.